# Термант
Термант — река в России, протекает по Муезерскому району Карелии. Длина реки составляет 10 км, площадь водосборного бассейна — 46,2 км².

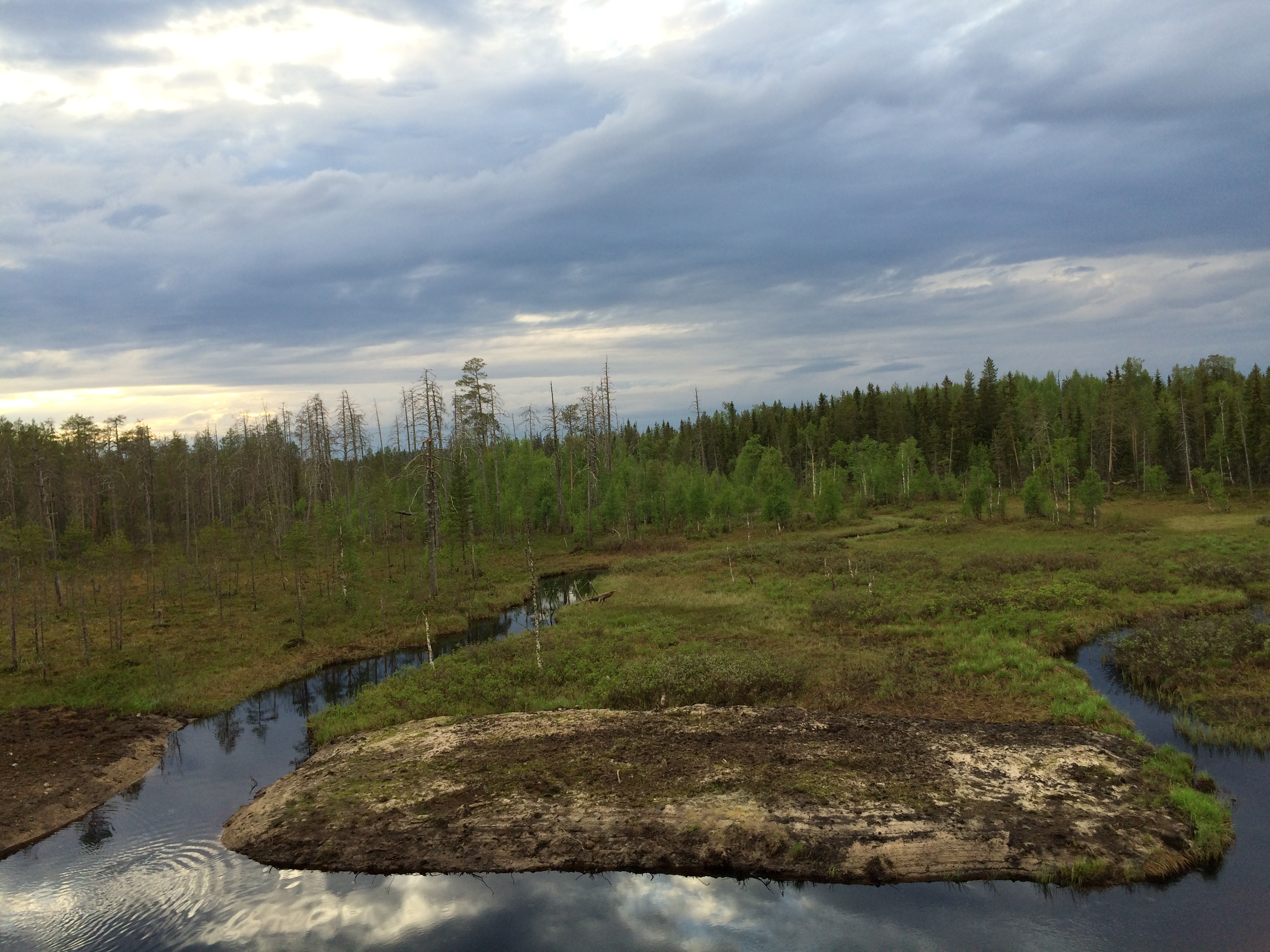
Место впадения реки Пай в реку Термант

Исток — озеро Нижний Термант, в которое осуществляется сток из озера Верхний Термант. Устье реки находится в 2,8 км по правому берегу Сулы.
- В 8 км от устья, по правому берегу впадает река Пай.
- В 4 км от устья, по правому берегу впадает река Вара.

## Данные водного реестра
По данным государственного водного реестра России относится к Балтийскому бассейновому округу, водохозяйственный участок реки — Реки Карелии бассейна Балтийского моря на границе РФ с Финляндией, включая оз. Лексозеро. Относится к речному бассейну реки Реки Карелии бассейна Балтийского моря.
Код объекта в государственном водном реестре — 01050000112102000010211.